# Джером Маккарти
 Едмънд Джеръм Маккарти  (на английски: Edmond Jerome McCarthy, 20 февруари 1928 – 3 декември 2015) е автор и американски професор в областта на маркетинга. През 1960 г. той пише книга Основи на маркетинга, с която дава началото на четирите П-та в маркетинговия микс. Според Оксфордския речник на маркетинга, Маккарти е „ключова фигура в развитието на маркетинговото мислене“. Той е основател, член и консултант на Иновационния институт за планиране, който е създаден да подпомага бизнеса в Мичиган. През 1987 г. Маккарти получава наградата Trailblazer на американската маркетингова асоциация и е избран за един от „топ пет“ лидери в маркетинговата мисъл на преподавателите в тази област.

## Образование
Маккарти получава бакалавърската си степен през 1950 г. в Северозападния университет. Четири години по-късно (1954 г.) завършва магистърска програма по изкуства и през 1958 г. приключва своята докторантура в университета в Минесота. Дисертацията му е била Анализ на използването на маркетингови изследвания в разработването на продукти.

## Кариера

### Ранна кариера
Бил е професор в Колежа по търговия в университета в Нотр Дам, където е започнал курсове за това, как статистиката и математиката са свързани с бизнес проблемите.
Пролетта на 1959 г., професор Маккарти разбрал, че е получил едногодишна стипендия от Фондацията на Форд в Харвардското бизнес училище и Масачузетския технологичен институт. Започвайки през септември, той се съсредоточава върху математическите приложения на бизнеса като част от програмата на Фондацията за „укрепване на бизнес образованието и научните изследвания“ и по-специално за работа по математически модели за маркетинг.

### Разработване на концепцията за 4-те П-та
По времето, когато Маккарти започва кариерата си като преподавател, така нареченото функционално училище на мисълта доминирало в дисциплината. Функционалното училище се занимавало предимно с въпроси за това какви са функциите на маркетинга, какви дейности извършва маркетингът и каква е ролята на маркетинга в организациите? Голяма част от теорията на функционалното училище била фокусирана върху услугите за добавяне на стойност, извършвани от посредници. Тъй като маркетинговата дисциплина отзвучава, учените все по-често търсят по-управленски подход, насочен към решаване на проблемите и предизвикателствата, пред които са изправени маркетинговите мениджъри. През 50-те години на XX век се появили няколко различни подхода към маркетинговия маркетинг. Някои теоретици обаче все още се придържали към функционалния подход и така функционалният управленският подход съжителствали заедно за около десетилетие.
Спадът на функционалния подход до голяма степен се дължи на приноса на Маккарти. Според Хънт и Гоулсби „Публикуването на основния маркетинг на Маккарти (1960) е широко цитирано като“ началото на края „на функционалния подход“. Шестдесетте години на XX век представляват преходен период, в който книгите, които възприемат управленския подход, са съществували успоредно с онези, които използват по-традиционния функционален подход.
През 1960 г. Маккарти бил първият, който предложил концепцията за маркетинговия микс, която резонира както в практиката, така и в академичните среди. В своята книга „Основен маркетинг: мениджърски подход“ (1960 г.), Маккарти определя концептуалната рамка за маркетингови решения на 4-те П-та, която използва продукт, цена, място (или разпространение) и популяризиране в маркетинговия микс. Маккарти организира своя текст, използвайки четирите „Пи“ рамки. Акцентът на книгата е върху проблемите, пред които е изправен маркетинг мениджърът, а не върху характеристиките на маркетинговите системи и техните функции. В допълнение към главите, посветени на 4-те П-та, в книгата са включени и глави за поведението на потребителите, маркетингови изследвания, сегментация на пазара и инструментите, с които разполагат търговците за решаване на проблеми.
Мениджърският подход разглежда маркетинга като наука за управлението. При него се използва активно решаване на проблеми, за да се „развие оптимално предлагане на продукти, цени, промоция и място (разпространение)“, съгласно Ръководството за маркетинг. Ключова характеристика на управленския подход е, че той започва да се отдалечава от икономическите си основи и вместо това въвежда идеи от новите и нововъзникващи области на социологията и психологията, които предлагат полезни прозрения за потребителското поведение (като влиянието на културата и социалния клас). Този подход също така разглежда количествените науки като средство за опознаване и получаване на информация.
Преди публикуването на текста на Маккарти, е била обсъждана концепцията за маркетингов микс, но между търговците не е съществувал консенсус относно елементите, които трябва да се съдържат в маркетинговия микс. Те разчитали на контролни списъци или дълги класификации на факторите, които се считали за резултат от разглеждане на потребителската информация. Нейл Хордън от Бизнес Училището на Харвард разработил сложен модел в края на 40-те години на XX век, основан на най-малко дванадесет различни фактора. За разлика от тази на Хордън, концепцията на Макарти представлява опростена, запомняща се група фактори за управленско планиране и вземане на решения.
Маркетинговият микс на Mаккарти се основава на четири контролирани променливи, които едно дружество управлява в усилията си да задоволи целите на корпорацията, както и потребностите и желанията на целевия пазар. След като получат данни за интересите на целевия пазар, търговците разработват тактика, използвайки 4-те П-та, за да насърчат купувачите да купуват даден продукт. Успешното използване на модела се основава на степента, до която са разбрани нуждите и желанията на целевия пазар, както и степента, до която търговците развиват тактиката съобразно с това.
Концепцията на Mаккарти за 4-те П-та е особено подходяща за повечето потребителски продукти. Моделът се нуждае от модификации за висококачествени потребителски продукти, тъй като в този случай управлението на отношенията е фактор. Услугите имат някои уникални маркетингови особености, които трябва да бъдат взети предвид при вземането на решения. Тактиката за маркетинг на промишлени продукти трябва да разглежда елементи на дългосрочни договорни споразумения. Независимо от необходимите модификации в някои случаи, 4-те П-та остава общоприета маркетингова практика за влияние върху купувачите и нейните концепции все още се възприемат в съвременните учебници. Освен това маркетинговият микс, който Маккарти популяризира, се превръща в основна и широко приета пазарна рамка в 21 век. Това отчасти се дължи на простотата на модела, която го прави адаптируем за промени в маркетинговата област (като например в интернет търговията). Вместо да създава нов модел, Г. Доминик допълва, че 4-те П-та на Маккарти могат да се използват с някои „разширения и настройки“ за разработване на тактики за текущата, непрекъснато променяща се маркетингова арена като интернет търговията.

### Възпитател и автор
През времето, когато Маккарти е имал стипендия от Фондацията на Форд, той е изследвал ролята на маркетинга в глобалното икономическо развитие. След Нотр Дам той се мести в Мичиган, където е във факултета на катедрата по маркетинг и управление на веригата за доставки в Мичиганския държавен университет. През 2013 г. е бил професор Емерит там. По време на кариерата си е преподавал и в университета на Орегон.
Като възпитател, той е преподавал на студенти по маркетинг и ефективно планиране на маркетинговата стратегия. Разработвал е учебни материали за други професори по маркетинг.
Той е публикувал множество книги и статии в областта на общия маркетинг, социалните въпроси в маркетинга и обработката на данни.

### Планиран Иновационен институт
Маккарти играе важна роля в Планирания иновационен институт, като основател, член на консултативния съвет и консултиращ преподавател. Инситутът е създаден, за да идентифицират причините и да се намерят решения на „основните причини за провал на нови продукти в производството на Мичиган“. Той моделира концепцията си след изследователската програмата на Института за науки и технологии.
Заедно с Франк Б. Бейкън – младши, използва концепциите от учебника си Основи на маркетинга, за да развие компонента на института за анализ на продукти и пазари, който се фокусира най-вече върху иновациите на новите продукти и след това върху стратегиите за задържане на бизнеса.

### Членство и награди
Джером Маккарти е бил член на Американската маркетингова асоциация и Икономическото дружество. През 1987 година получава наградата „Trailblazer“. Отличен е като един от топ пет лидери в маркетинга.

## Личен живот
Професор Е. Маккарти и съпругата му Джоан имат осем деца.
Той е създал Фондацията Джоан Н. и Джеръм Маккарти за изкуство, която подпомага Центъра за сценични изкуства „Уортън“ в Мичиганския университет.
Умира на 3 декември 2015 г.